# Francisco Javier Falagán
Francisco Javier Falagán Hernández (Valladolid, España, 4 de octubre de 1969) es un exfutbolista español que se desempeñaba como guardameta. Exentrenador Coruxo F.C,Boiro,Extremadura U.D y Ghuanzhou Evergrande.
Actualmente entrenador en Ghuanzhou Evergrande. 

## Clubes
| Club                  | País   | Año       |
| --------------------- | ------ | --------- |
| Coruxo F. C.          | España | 1986-1987 |
| Gran Peña F. C.       | España | 1987-1988 |
| Getafe C. F.          | España | 1988-1989 |
| Sevilla Atlético Club | España | 1989-1990 |
| C. D. Fuengirola      | España | 1990-1991 |
| Hércules C. F.        | España | 1991-1994 |
| S. D. Compostela      | España | 1994-1997 |
| Hércules C. F.        | España | 1997-1998 |
| C. P. Mérida          | España | 1998-2000 |